# Champlitte-la-Ville
Champlitte-la-Ville est une ancienne commune française située dans le département de la Haute-Saône et la région Bourgogne-Franche-Comté. Elle est associée à la commune de Champlitte depuis 1972.

## Histoire
Le 31 décembre 1972, la commune de Champlitte-la-Ville est rattachée sous le régime de la fusion-association à celle de Champlitte-et-le-Prélot qui devient Champlitte.

## Administration
| Période                                  | Période  | Identité               | Étiquette | Qualité |
| ---------------------------------------- | -------- | ---------------------- | --------- | ------- |
| ?                                        | En cours | Annie Cornue-Lavoignet |           |         |
| Les données manquantes sont à compléter. |          |                        |           |         |

## Démographie
| 1793 | 1800 | 1806 | 1821 | 1831 | 1836 | 1841 | 1846 | 1851 |
| ---- | ---- | ---- | ---- | ---- | ---- | ---- | ---- | ---- |
| 231  | 268  | 266  | 280  | 301  | 316  | 285  | 282  | 253  |

| 1911 | 1921 | 1926 | 1931 | 1936 | 1946 | 1954 | 1962 | 1968 |
| ---- | ---- | ---- | ---- | ---- | ---- | ---- | ---- | ---- |
| 145  | 102  | 102  | 100  | 87   | 83   | 90   | 92   | 75   |

## Lieux et monuments
- Église Saint-Christophe, construite au XIe siècle, inscrite MH[3]

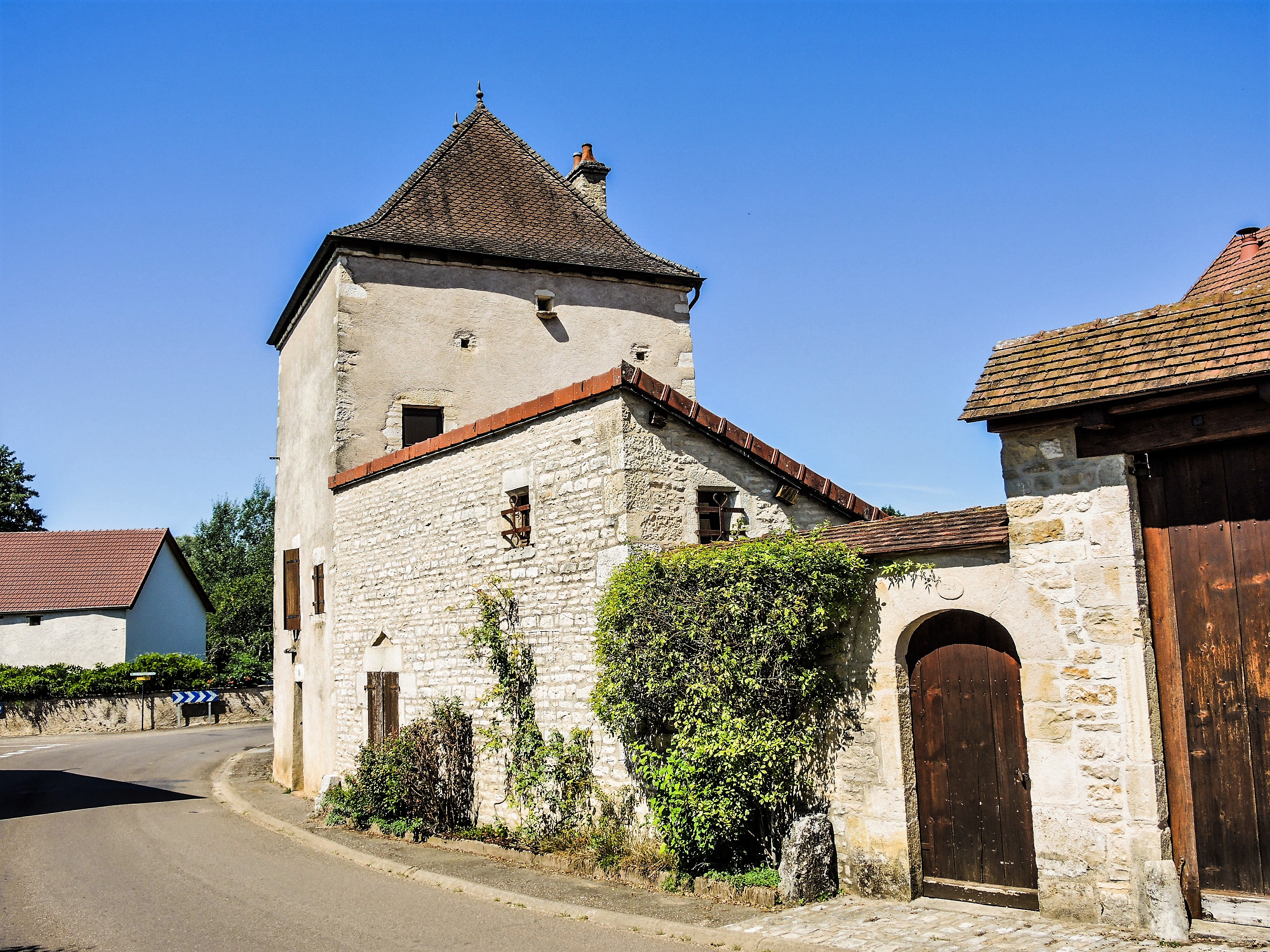
Ancien colombier.
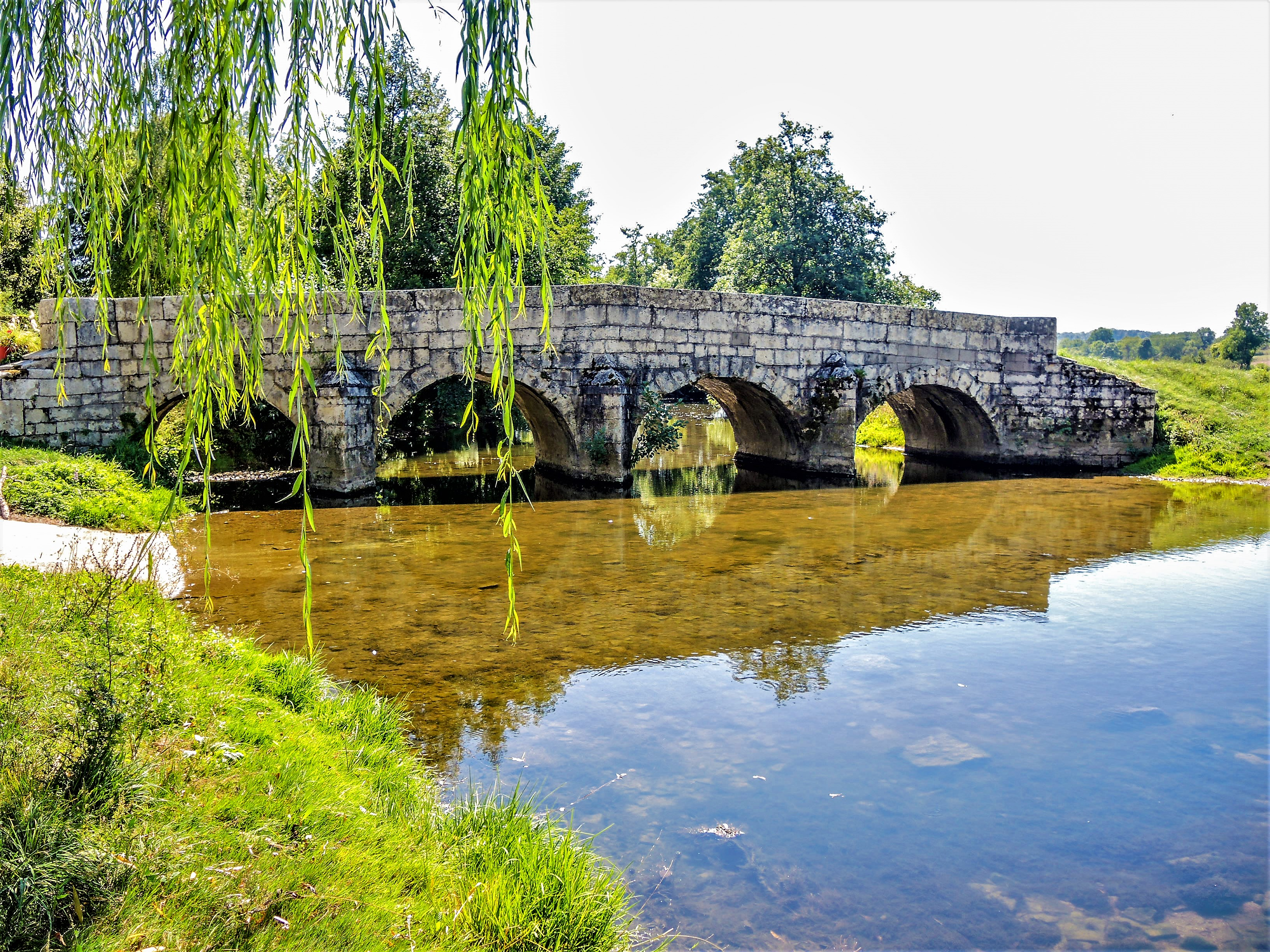
Pont sur le Salon.
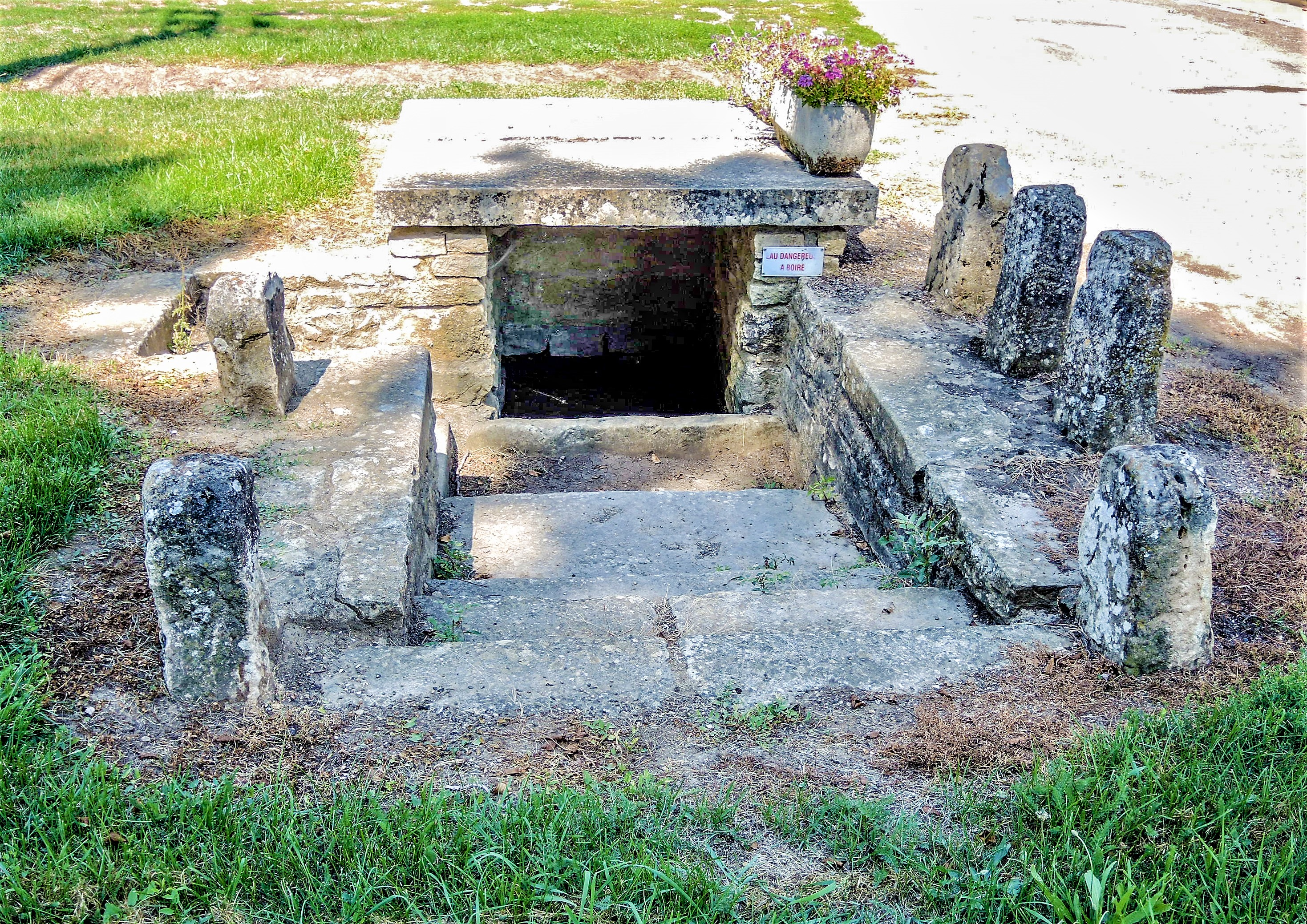
Fontaine enterrée.
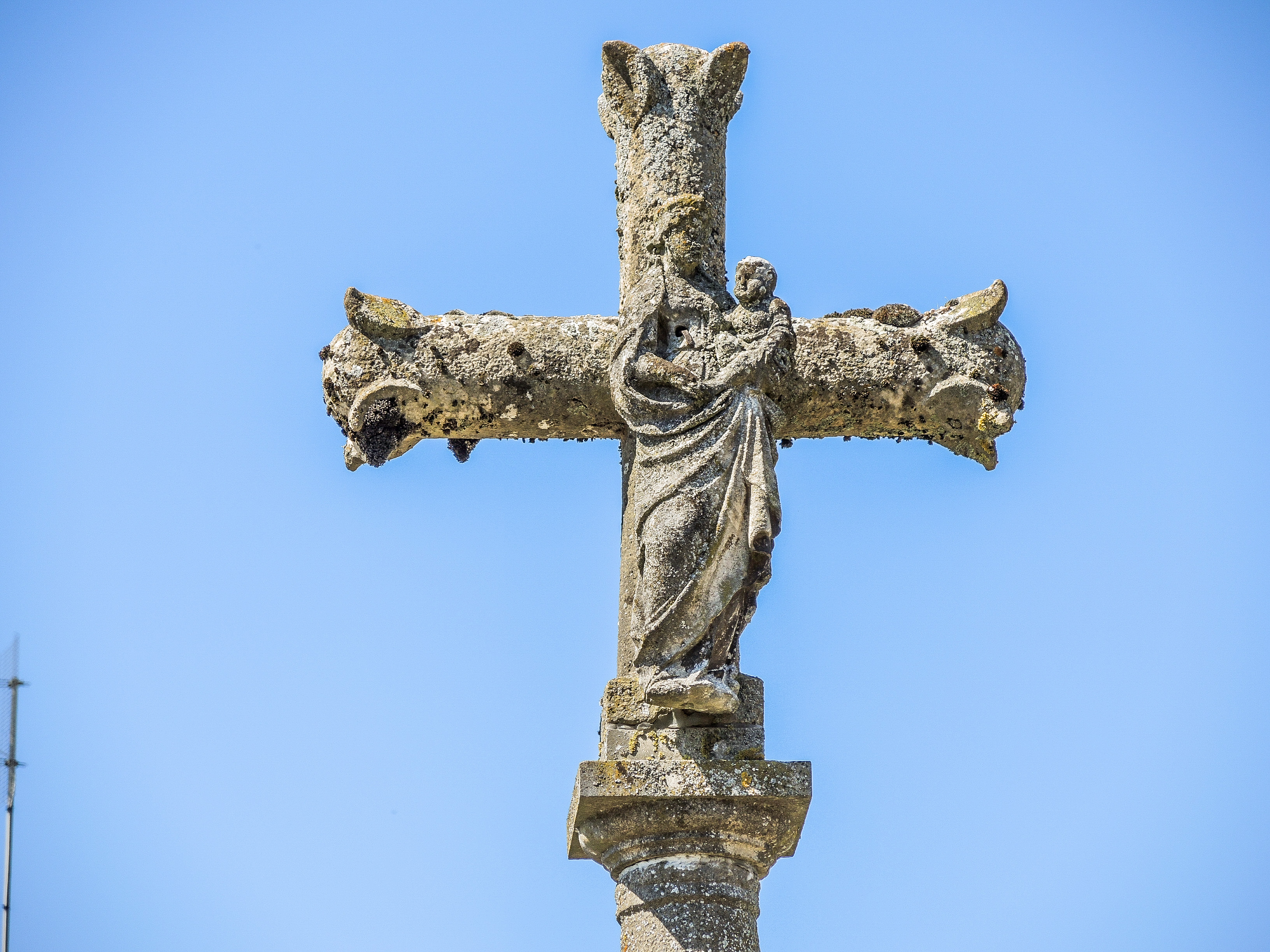
Croix de cimetière.